# Promachus anceps
Promachus anceps là một loài ruồi trong họ Asilidae. Promachus anceps được Osten-Sacken miêu tả năm 1887. Loài này phân bố ở vùng Tân nhiệt đới.